# Towers II: Plight of the Stargazer
Towers II: Plight of the Stargazer est un jeu vidéo de rôle sorti en 1995 sur Atari Falcon030 puis porté 1996 sur Jaguar, et enfin sous Windows en 2000. Le jeu a été développé par JV Games puis édité par Telegames et n'est disponible qu'en version américaine. Il s'agit de la suite de Towers.